# Amin, une fiction algérienne
Amin, une fiction algérienne  est le troisième roman, de Samir Toumi. Il a été publié pour la première fois en 2024 par les éditions Barzakh.

## Résumé
Djamel B rencontre Amin et lui propose d'écrire un livre inspiré de personnes au grand pouvoir qu'il a rencontré à travers son expérience et  réseau de relations.
Djamel est intéressé par la proposition, une fiction basée sur des personnages réels, ainsi il rencontre des grands hommes d'affaires, des fonctionnaires importants, la rumeur avance et beaucoup lui conseille d'abandonner ce projet,  ira-t-il jusqu’au bout de son projet ?